# هیکل مقنم
هیکل مقنم (انگلیسی: Heykel Megannem؛ زادهٔ ۲۸ ژوئیهٔ ۱۹۷۷) بازیکن هندبال اهل تونس بود.